# 자수궁
자수궁(慈壽宮)은 조선 광해군 때에, 인왕산의 왕기(王氣)를 누르기 위해 지었던 궁궐이다. 현재의 옥인동 일대이다.
인조반정 뒤 폐하면서 자수원(慈壽院)으로 이름을 고치고 이원(尼院)이 되었다.

## 같이 보기
- 인경궁

̼